# Jesús Sanz Montes
Jesús Sanz Montes (Madrid, 18 gennaio 1955) è un arcivescovo cattolico spagnolo, dal 21 novembre 2009 arcivescovo metropolita di Oviedo.

## Biografia
Jesús Sanz Montes è nato a Madrid il 18 gennaio 1955 da Jesús e Mariana.

### Formazione e ministero sacerdotale
Alla scuola secondaria ha studiato economia e diritto commerciale e poi ha lavorato in una banca.
Nel 1975 è entrato nel seminario conciliare di Toledo dove ha studiato filosofia e teologia. Nel 1981 ha conseguito la laurea in teologia presso la sede di Burgos della Facoltà di teologia della Spagna settentrionale. Nel 1986 ha ottenuto la laurea in teologia con specializzazione in spiritualità presso la Pontificia Università Antonianum a Roma. Nel 1993 ha conseguito la licenza in teologia della vita consacrata presso la sede di Madrid della Pontificia Università di Salamanca. Nel 1999 ha conseguito il dottorato in teologia presso la Pontificia Università Antonianum a Roma.
Nel 1981 è entrato nella provincia di San Gregorio Magno di Castiglia dell'Ordine dei frati minori. L'11 settembre dell'anno successivo ha emesso la prima professione ad Arenas de San Pedro. Il 14 settembre 1985 ha pronunciato la professione solenne a Toledo. Il 27 settembre 1985 è stato ordinato diacono ad Avila. Il 20 settembre dell'anno successivo è stato ordinato presbitero ad Alcorcón. In seguito è stato rettore del seminario minore francescano di Avila, vicario parrocchiale e delegato per la pastorale vocazionale e giovanile ad Avila dal 1986 al 1991; direttore della formazione permanente della Provincia francescana di Castiglia dal 1991 al 1994; rettore e guardiano del Collegio dei Santi Quaranta Martiri a Roma dal 1994 al 1997; rettore e guardiano del convento di San Juan de los Reyes a Toledo, segretario provinciale per la formazione e gli studi della Provincia francescana di Castiglia, docente di teologia nel seminario della Provincia francescana di Castiglia e definitore provinciale dal 1997 al 2000; professore presso la Facoltà di teologia di "San Dámaso" di Madrid dal 1997; guardiano del convento di San Antonio del Retiro a Madrid, direttore del segretariato della commissione per la vita consacrata della Conferenza episcopale spagnola dal 2000 al 2003 e di nuovo definitore provinciale nel 2003.

### Ministero episcopale
Il 23 ottobre 2003 papa Giovanni Paolo II lo ha nominato vescovo di Huesca e di Jaca, due sedi unite in persona episcopi. Ha ricevuto l'ordinazione episcopale il 14 dicembre successivo nella cattedrale di Huesca dal cardinale Antonio María Rouco Varela, arcivescovo metropolita di Madrid, co-consacranti il cardinale Carlos Amigo Vallejo, arcivescovo metropolita di Siviglia, e l'arcivescovo metropolita di Saragozza Elías Yanes Alvarez. Durante la stessa celebrazione ha preso possesso della diocesi. Il 21 dicembre ha preso possesso anche della diocesi di Jaca alla presenza del nunzio apostolico Manuel Monteiro de Castro.
Nel gennaio del 2005 ha compiuto la visita ad limina.
Nell'anno accademico 2007-2008 ha stabilito un unico seminario per le diocesi di Jaca e Huesca. Nell'anno accademico 2016-2017 lo stesso contava undici seminaristi. Nell'ottobre del 2008 ha eretto la parrocchia di San Francisco d'Assisi a Huesca, la decima della città.
Il 24 giugno 2007 ha ricevuto il titolo di distinto gentiluomo della Confraternita di San Juan de la Peña.
Il 20 maggio 2009, il cardinale Franc Rodé, prefetto della Congregazione per gli istituti di vita consacrata e le società di vita apostolica, a nome del Santo Padre, lo ha nominato commissario pontificio dell'Unione Lumen Dei.
Il 21 novembre 2009 papa Benedetto XVI lo ha nominato arcivescovo metropolita di Oviedo. Ha preso possesso della diocesi il 30 gennaio successivo.
Nel marzo del 2014 ha compiuto la visita ad limina.
Per quanto riguarda la questione della sua posizione nell'ala più conservatrice dell'episcopato spagnolo e del fatto di essere definito dalla stampa "un uomo del cardinale Antonio María Rouco Varela", monsignor Jesús Sanz Montes ha affermato: "Ci sono cose che dobbiamo sapere come preservare, valori come la vita, la famiglia, l'educazione o la libertà. Alcuni sono indiscutibili e altri sono chiaramente sacrificabili. In questo sono enormemente liberale perché mi considero un uomo di dialogo. [...] Quanto al presidente della Conferenza episcopale spagnola, vale la pena ascoltarlo, anche se non condivido tutto ciò che dice".
In seno alla Conferenza episcopale spagnola è membro della commissione esecutiva dal marzo del 2020. In precedenza è stato presidente della commissione per la vita consacrata dal 2005 al 2011, membro della stessa e della commissione per il clero dal 2014 al 2017 e membro del comitato esecutivo dal 2017 al 2020.
Nel marzo del 2018 è stato nominato membro della commissione per l'evangelizzazione e la cultura del Consiglio delle conferenze dei vescovi d'Europa (CCEE) come direttore della sezione cultura. La commissione, creata nel 2017, ha quattro sezioni (cultura, comunicazioni sociali, dialogo interreligioso e catechesi) e comprende varie aree pastorali che erano già seguite dal Consiglio.
È autore di un numero importante di pubblicazioni, lezioni e conferenze in particolare su tematiche di teologia spirituale, spiritualità medievale e teologia della vita consacrata.
Oltre allo spagnolo parla l'italiano e comprende il francese, il tedesco, l'inglese, il portoghese e il latino.

## Opere
- Francisco y Clara de Asís. Icono y palabra de amistad (Aránzazu - Centro de Franciscanismo. Oñate-Madrid 1988). Tradotto in italiano come: Francesco e Chiara d'Assisi. Icona e parola d'amicizia (MOREFRA. Roma 1990).
- Clara de Asís, herencia y tarea. Su contribución carismática a la tradición femenina cristiana (Publ. Claretianas. Madrid 1993).
- La Vida Apostólica (Regla TOR, IX), en AA.VV., Regla y Vida. Comentario a la Regla y Vida de los Hermanos y Hermanas de la Tercera Orden Regular de San Francisco (Aránzazu. Oñate 1994).
- La aportación carismática de Sta. Clara y S. Francisco, in A. Boadas (ed.), Santa Clara [1194-1994] (AHEF. Barcelona 1994).
- En la escuela de Clara de Asís, santa, in AA.VV., El Real monasterio de Santa Clara de Santiago. Ocho siglos de claridad (Santiago di Compostela 1996).
- La vida, ¿paraíso perdido?, in AA. VV., De jardines y de hombres (C.A.M. Madrid 1999).
- Tesi di dottorato "Illum totaliter diligas" (3 EpAg 15). La simbología esponsal como clave hermenéutica del carisma de Santa Clara de Asís. (Antonianum. Roma 2000).
- Espiritualidad franciscana: una manera cristiana de ser y de estar, in AA. VV., Tellamar II. Cátedra de Santa Teresa (Tellamar. Ávila 2000).
- La reducción racionalista en la teología y la actitud discipular del teólogo, in J. PRADES - J.Mª MAGAZ (eds.), La razón creyente. Atti del Congresso internazionale sull'enciclica Fides et Ratio. Madrid 16-18 febbraio 2000 (Facoltà di teologia "San Dámaso", Madrid 2000) 427-442. Pubblicato anche nella collana "Studia Theologica Matritensia": J. PRADES - J.Mª MAGAZ (eds.), La razón creyente. Atti del Congresso internazionale sull'enciclica Fides et Ratio. Madrid 16-18 febbraio 2000 (Facoltà di teologia "San Dámaso", Madrid 2002) 539-553.
- San Buenaventura. Experiencia y Teología del Misterio. Itinerario del alma a Dios. Incendio de amor. Soliloquio. El Árbol de vida. De la vida perfecta. Introducción general y edición (BAC. Madrid 2000).
- Introducción general a Santa Clara, in AA.VV., Los Escritos de Francisco y Clara de Asís. Textos y apuntes de lectura (Ed. Aránzazu. Oñate 2001).
- La vida contemplativa en la misión de la Iglesia, in S.L. PÉREZ LÓPEZ (ed.), El Monasterio de la Concepción (Viveiro 2001).
- Jornada Pro Orantibus. Vida Contemplativa, in J.A. MARTÍNEZ PUCHE (ed.), Nuevo Año Cristiano. Junio. (Edibesa. Madrid 2002).
- Como lluvia que empapa la tierra: comentarios al Evangelio, ciclo B, in B.A.C. 2014,  ISBN 978-84-220-1769-1
- Palabra de vida que enciende el corazón: comentarios al Evangelio, ciclo C in B.A.C. 2015, ISBN 978-84-220-1850-6
- La semilla de Dios sembrada en mi surco. Comentarios al Evangelio Ciclo A in B.A.C. 2016, ISBN 978-84-220-1926-8
- La fidelidad creativa. Itinerario de renovación de la vida consagrada in B.A.C. 2017, ISBN 978-84-220-1949-7
- Mis memorias de África. Cartas desde Benín in P.P.C. 2019, ISBN 978-84-288-3442-1

## Genealogia episcopale e successione apostolica
La genealogia episcopale è:
- Cardinale Scipione Rebiba
- Cardinale Giulio Antonio Santori
- Cardinale Girolamo Bernerio, O.P.
- Arcivescovo Galeazzo Sanvitale
- Cardinale Ludovico Ludovisi
- Cardinale Luigi Caetani
- Cardinale Ulderico Carpegna
- Cardinale Paluzzo Paluzzi Altieri degli Albertoni
- Papa Benedetto XIII
- Papa Benedetto XIV
- Papa Clemente XIII
- Cardinale Marcantonio Colonna
- Cardinale Giacinto Sigismondo Gerdil, B.
- Cardinale Giulio Maria della Somaglia
- Cardinale Carlo Odescalchi, S.I.
- Cardinale Costantino Patrizi Naro
- Cardinale Serafino Vannutelli
- Cardinale Domenico Serafini, Cong. Subl. O.S.B.
- Cardinale Pietro Fumasoni Biondi
- Cardinale Antonio Riberi
- Cardinale Ángel Suquía Goicoechea
- Cardinale Antonio María Rouco Varela
- Arcivescovo Jesús Sanz Montes, O.F.M.

La successione apostolica è:
- Vescovo Juan Antonio Menéndez Fernández (2013)

## Araldica
| Stemma | Titolare                                | Blasonatura |
|        | Jesús Sanz Montes Arcivescovo di Oviedo | Inquartato: al primo di rosso al chrismon d'oro addestrato da una lettera greca A dello stesso e sinistrato da una lettera greca Ω dello stesso; al secondo d'oro all'albero sradicato di verde; al terzo d'oro al castello di tre torri di verde, aperto e finestrato del campo; al quarto di rosso, alla Porziuncola d'oro, aperta del campo; caricato nel cuore di una stella (8) d'argento, attraversante sul tutto. Ornamenti esteriori da arcivescovo metropolita. Motto: "Christus omnia in omnibus" |